# Wazelina

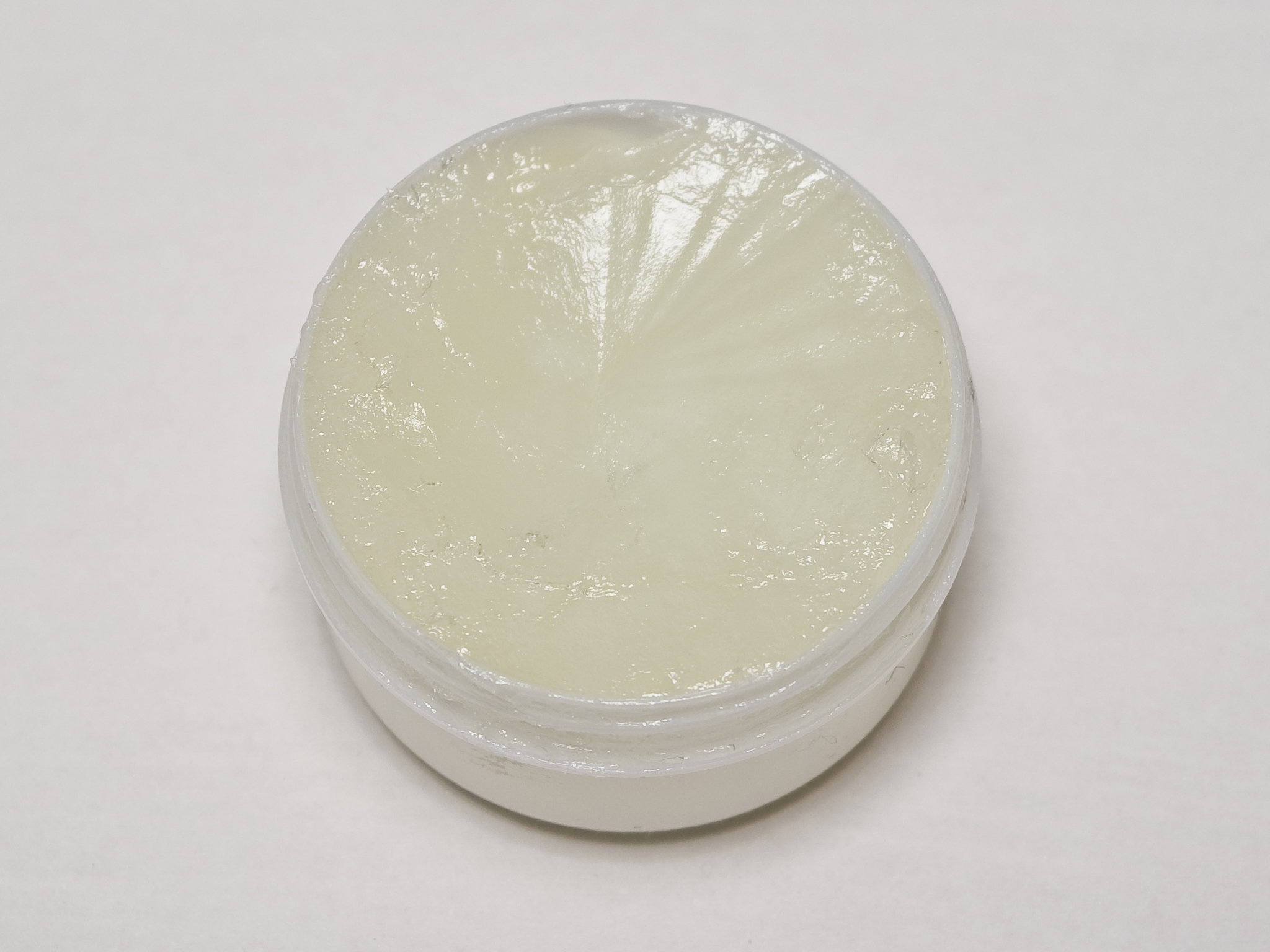
Wazelina

Wazelina – substancja mazista, bezwonna, niskotopliwa, niewysychająca, koloru od białego poprzez żółty do brązowego – we wszystkich wypadkach dość prześwitująca. Jest mieszaniną węglowodorów parafinowych (alkanów) z pogranicza stałego i ciekłego stanu skupienia w normalnych warunkach otoczenia (temperatura topnienia 35–45 °C) – głównie są to dokozan (C22H46) i trikozan (C23H48). W innych wersjach może wykazywać wyższą temperaturę topnienia (36–60 °C) i zawierać głównie nasycone węglowodory o >25 atomach węgla. Otrzymywana jest z wybranych rodzajów ropy naftowej.
Nazwa pochodzi od amerykańskiej marki produktów kosmetycznych Vaseline, która upowszechniła się jako określenie ogólne produktu tego typu.

## Właściwości
- temperatura topnienia: 35–45 °C[1] lub 36–60 °C[2]
- dobrze rozpuszczalna w: eterze, benzynie, chloroformie, dwusiarczku węgla
- bardzo słabo rozpuszczalna w nierozcieńczonym etanolu
- nierozpuszczalna w wodzie

## Zastosowania
- Wazelina nie wchłania się poprzez skórę i błony śluzowe człowieka i nie podrażnia ich, stąd jej szerokie zastosowanie jako składnika bazowego rozmaitych maści leczniczych, oraz środków zabezpieczających powierzchnię ciała przed wpływem czynników fizycznych. Z tych samych powodów ma zastosowanie również jako środek poślizgowy o długotrwałym działaniu – w wielu rozmaitych zastosowaniach, jak pomocy przy masażu, czy ułatwianiu wnikania narzędzi lekarskich w głąb ciała pacjenta (pochwa, odbyt).
- W technice służy do tymczasowego, łatwo usuwalnego, ale jednocześnie skutecznego zabezpieczania rozmaitych powierzchni: metali przed korozją, wyrobów ze skóry, tworzyw i gumy przeciw wysychaniu powierzchni, przymarzaniu do siebie elementów, brudzeniu się i innym wpływom środowiska. Stosowana jest również jako delikatny środek smarujący do najsłabiej obciążonych mechanizmów.

## Rodzaje
Wyróżnia się następujące rodzaje wazeliny:
- techniczna
- żółta
- biała
- kosmetyczna

Wazelina techniczna (surowa, nieoczyszczona) ma kolor brązowy i może być nisko- lub wysokotopliwa. Stosowana jako smar i środek zabezpieczający przed korozją. Niskotopliwa ma lepsze własności smarujące.
Wazelina biała (farm. Vaselinum album) i wazelina żółta (farm. Vaselinum flavum) różnią się między sobą stopniem oczyszczenia. Wazelinę białą otrzymuje się przez powtórne oczyszczenie wazeliny żółtej oraz jej wybielenie. Obydwa rodzaje wazeliny posiadają swoje monografie szczegółowe w farmakopeach, stanowią surowce farmaceutyczne.
Z wazeliny białej otrzymuje się wazelinę kosmetyczną. W tym celu dodaje się do niej barwniki i substancje zapachowe.